# Felsbilder des Helan-Gebirges
Felsbilder des Helan-Gebirges (chinesisch 贺兰山岩画, Pinyin Hèlán shān yánhuà, englisch Rock Painting in Helan Mountain) im Kreis Helan, Ningxia, China, ist ein Oberbegriff für die an über 20 verschiedenen Orten entdeckten zahlreichen Felsbilder. 
Es werden verschiedene Phasen der Entstehung unterschieden, sie reichen von der Zeit vor der Frühling- und Herbstperiode und Zeit der Streitenden Reiche bis in die Zeit der Xixia-Dynastie (Tanguten) und Mongolen-Dynastie.
Unter den Motiven der Felsbilder sind Schafe, Pferde, Rinder, Hirsche, Hunde und Himmelskörper. 
Das Helan-Gebirge wurde seit alter Zeit von verschiedenen Nationalitäten bewohnt: Xirong 西戎, Xiongnu 匈奴, Xianbei 鲜卑, Chile 敕勒, Tujue 突厥, Huihu 回鹘, Tanguten (Dangxiang 党项), Tibetern (Tubo 吐蕃) und Mongolen. Diese Vielfalt spiegelt sich auch in den Kunstwerken wider.
Seit 1996 steht die Stätte auf der Liste der Denkmäler der Volksrepublik China in Ningxia (4–193).